# Ian Chapman
Ian Roy Chapman (nascido em 21 de dezembro de 1939) é um ex-ciclista australiano. Ele representou a Austrália nos Jogos Olímpicos de Verão de 1960 e terminou em quinto lugar no contrarrelógio por equipes de 1000 km.